# Oriente (ort i Brasilien, São Paulo, Oriente)
Oriente är en ort i Brasilien.   Den ligger i kommunen Oriente och delstaten São Paulo, i den södra delen av landet, 700 km söder om huvudstaden Brasília. Oriente ligger 608 meter över havet och antalet invånare är 6 097.
Terrängen runt Oriente är platt norrut, men söderut är den kuperad. Oriente ligger uppe på en höjd. Runt Oriente är det glesbefolkat, med 12 invånare per kvadratkilometer.. Närmaste större samhälle är Marília, 16,4 km öster om Oriente.
Omgivningarna runt Oriente är huvudsakligen savann.